# Pfarrkirche Viehhofen

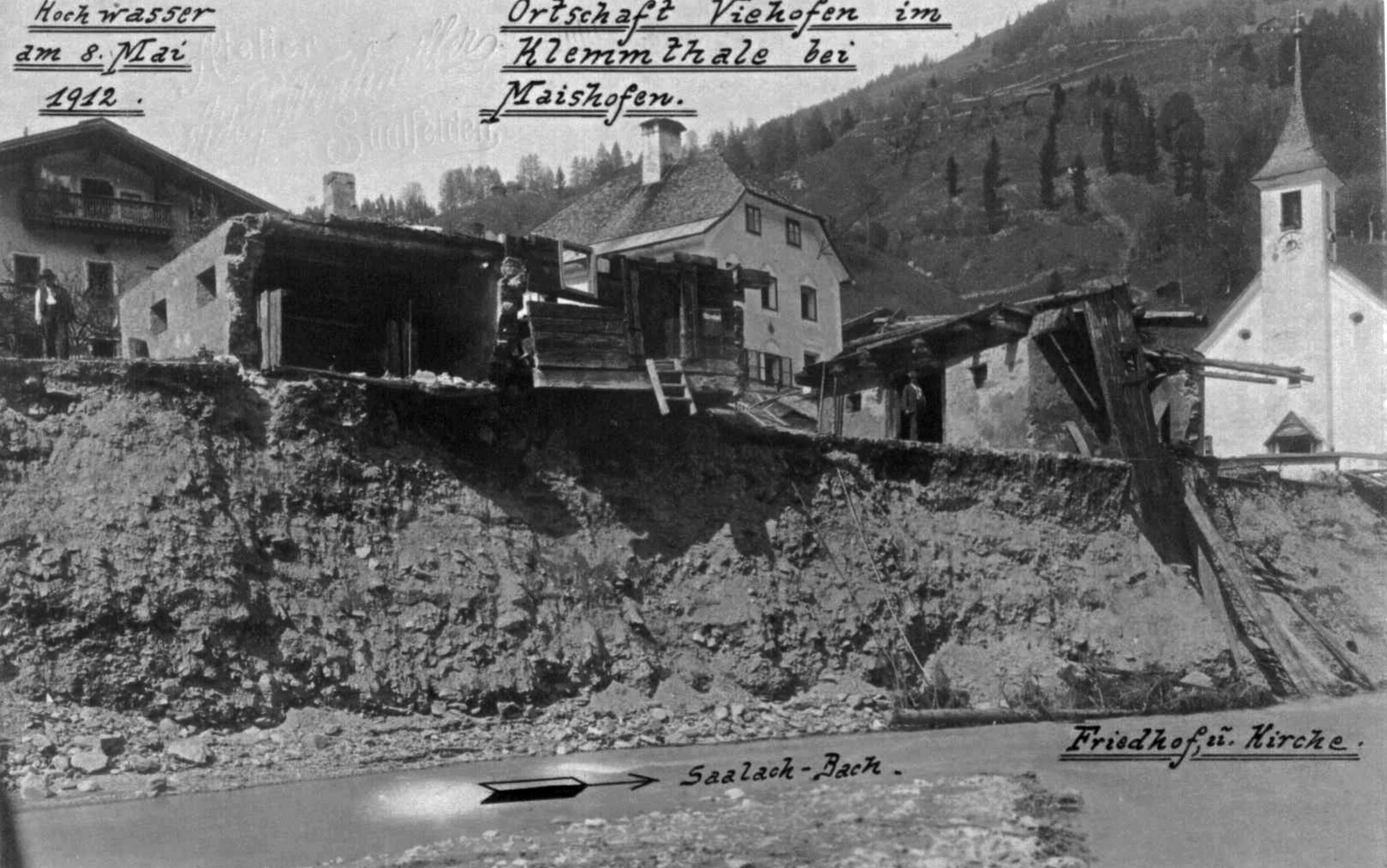
Katastrophe 1912

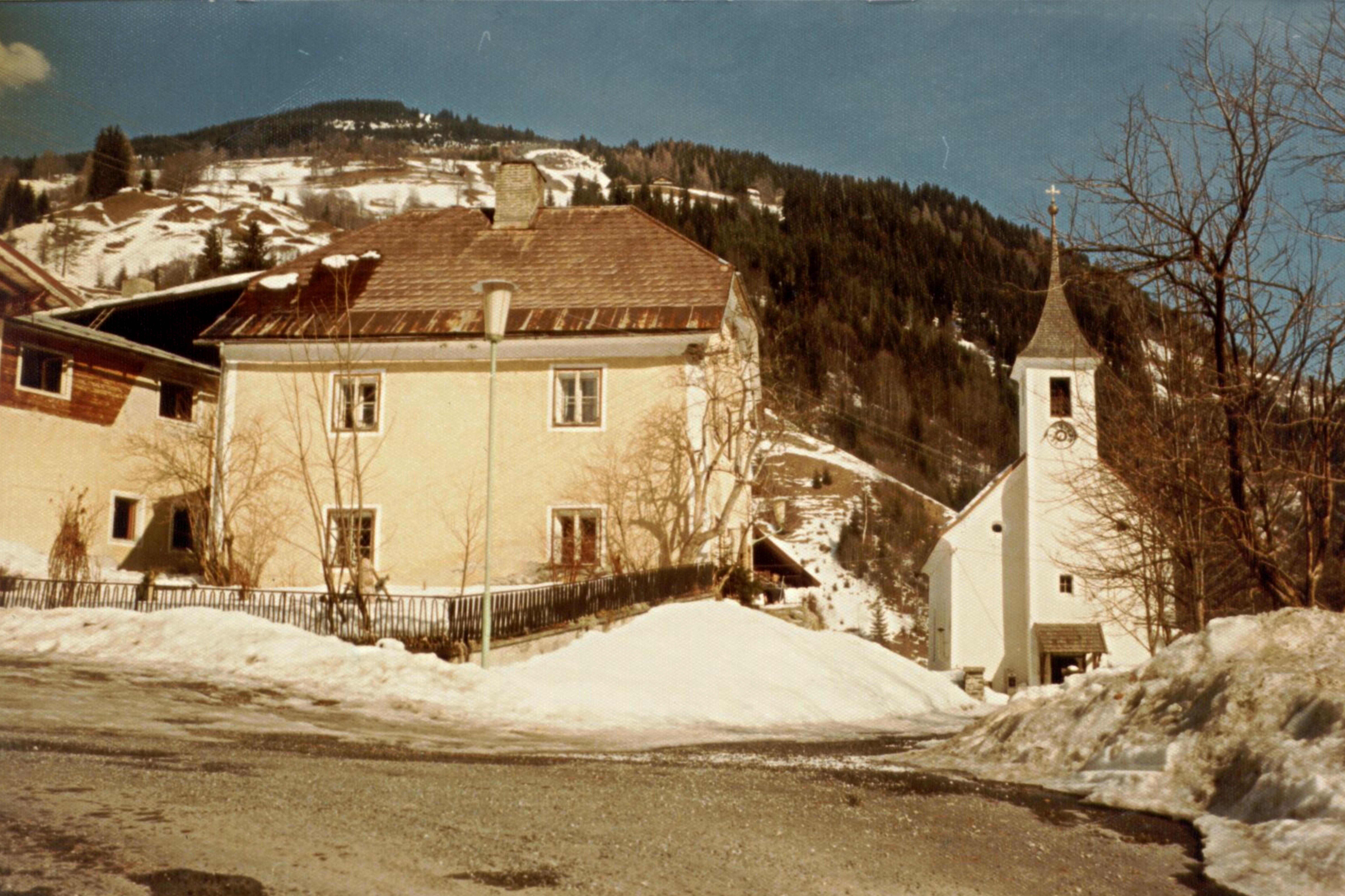
Kirche um 1960

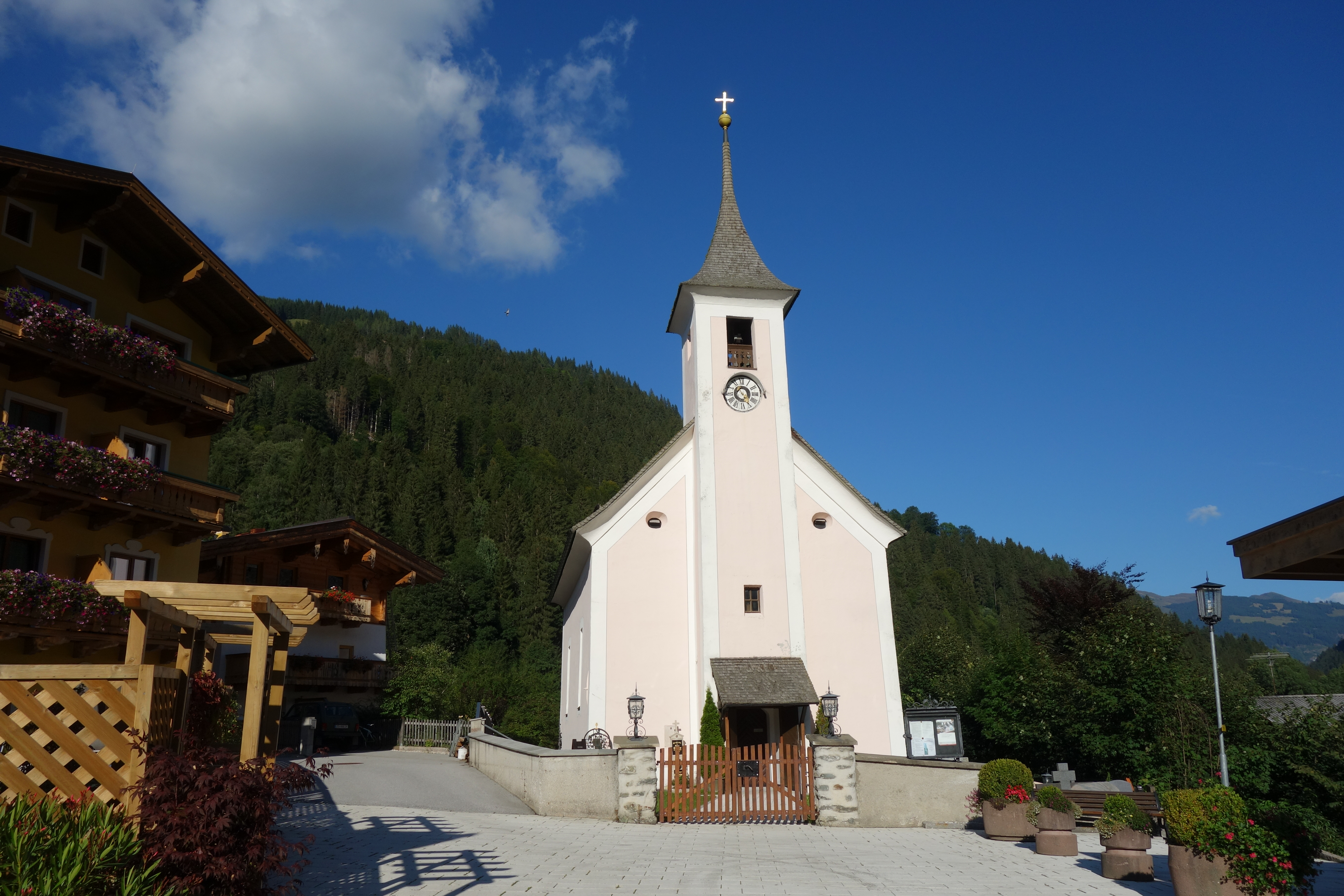
Kirche um 2021

Die römisch-katholische Pfarrkirche Viehhofen befindet sich in der Gemeinde Viehhofen im Bezirk Zell am See im Bundesland Salzburg. Sie trägt das Patrozinium des Heiligen Josef und gehört zum Dekanat Saalfelden in der Erzdiözese Salzburg. Das Bauwerk steht unter Denkmalschutz. Zum Pfarrverband gehören die Gemeinden Maishofen, Saalbach und Viehhofen.

## Geschichte
Bereits gegen 1692 erhielt die Gemeinde eine Genehmigung eine Kapelle zu errichten. Dazu hatte die Gemeinde lange gebeten und darum gestritten. Es wurde eine Hütte errichtet und mit einfachen Bildern ausgeschmückt. Allerdings erhob die Gemeinde Zell am See Einspruch und so dauerte es bis 1767, ehe dem Gastwirt Augustin Gruber die Erlaubnis, eine Kapelle zu errichten erteilt wurde. 1789 wurde diese bei einem Hochwasser der Saalach weggespült. So dauerte es bis 1793, bis vom Konsistorium eine Excurrendo-Curatie ein Neubau erlaubt wurde. 
1796 errichtete der Maurermeister Andrä Huber aus Kitzbühel die neue Kirche. Am 21. Dezember 1797 fand die Weihe durch den Saalfeldener Dechant statt und Weihnachten wurde der erste Gottesdienst abgehalten. Die Seelsorgestation wurde 1800 errichtet und ein Johann Kufler als erster Vikar angestellt. 1891 wurde Viehhofen eine eigenständige Pfarre.
Viehhofen wurde öfters von Murenabgängen betroffen. Ein Katastrophe geschah am 8. Mai 1912, als nach starken Regenfällen der halbe Friedhof weggespült wurde und die Kirche einsturzgefährdet von Pionieren der Österreichischen Armee gesichert werden musste.
Im Jahr 2008 wurde eine neue Aufbahrungshalle errichtet und der bestehende Friedhof erweitert.

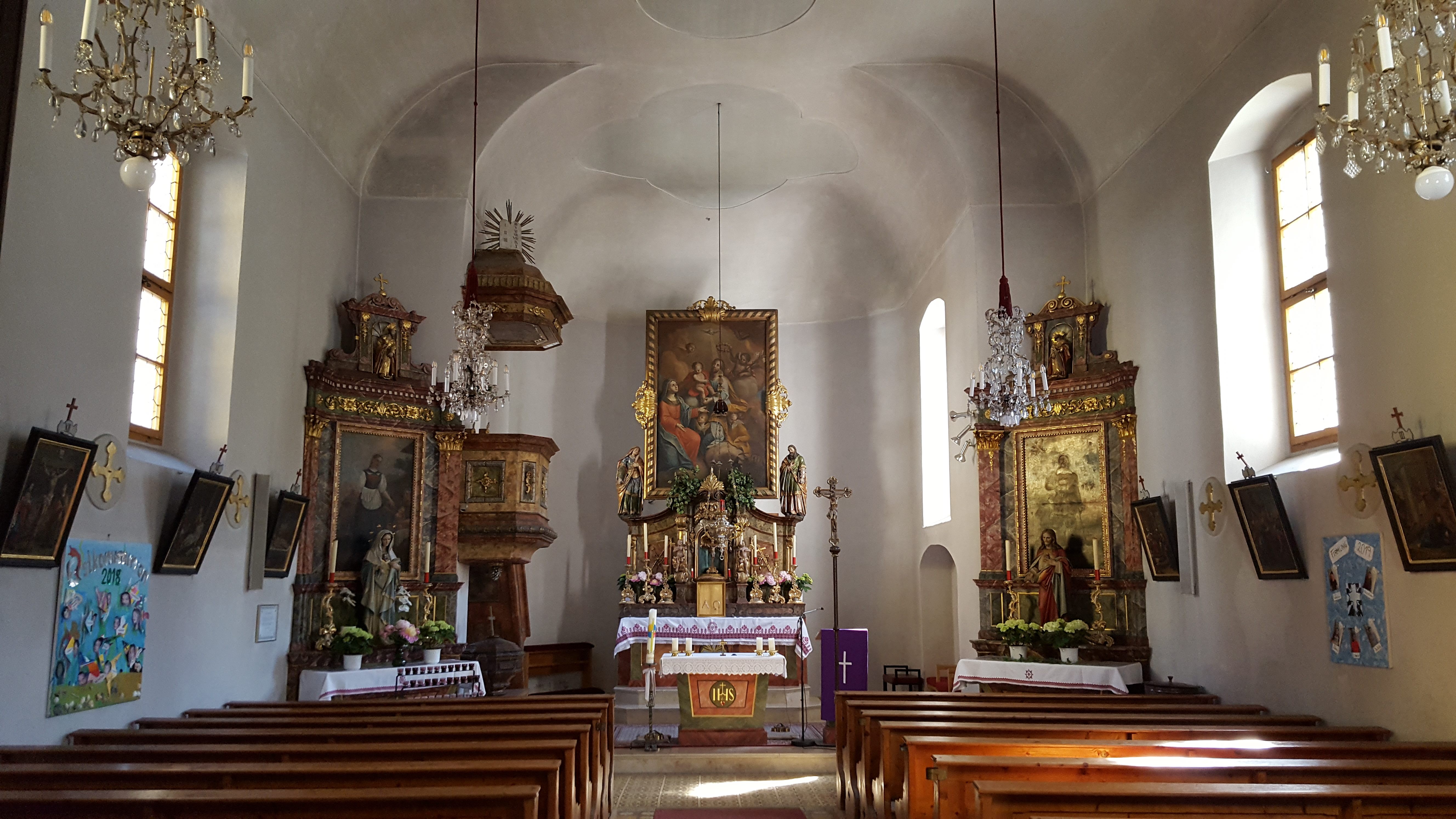
Altaransicht

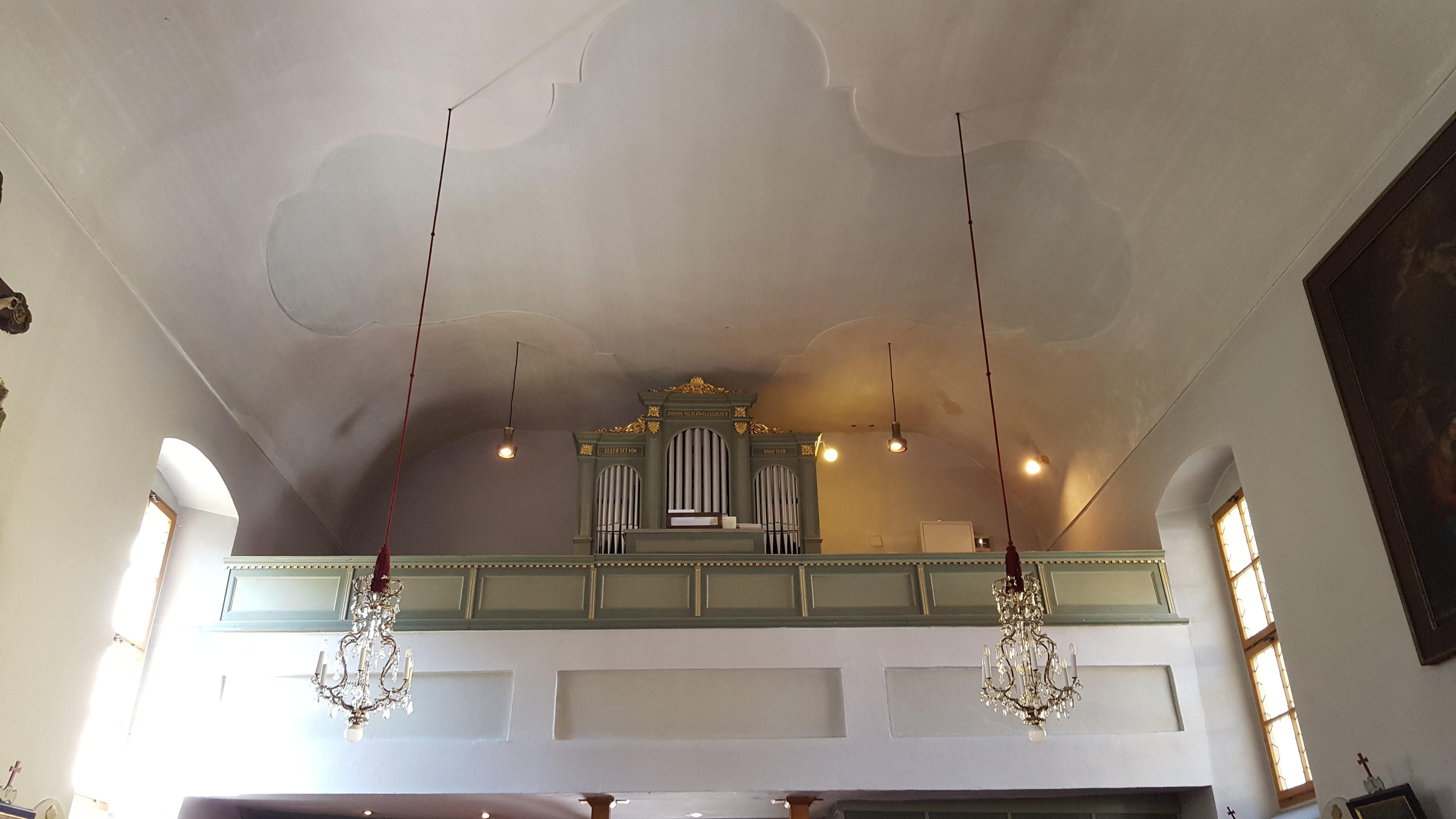
Orgelansicht

## Beschreibung
Die Kirche ist in einer einfachen rechteckigen Form mit einem Turm und einem Dachreiter und einem Schalgewölbe im Wesentlichen heute erhalten. Eine Sakristei entstand hinter dem Hochaltar. 
Der damaligen Zeit entsprechend wurde die Kirche annähernd im Empirestil gestaltet. Die griechische und römische Antike durch Gradlinigkeit, Strenge und schlichten leichten Eleganz bestimmen die äußere und innere Form. Die bedeutenden Merkmale sind betont hervorgehoben und das Nebensächliche im Hintergrund gehalten. Der ohne Säulen und architektonischen Aufbau gestaltete Hochaltar ist mit dem Bild der Heiligen Familie und dem hervortretenden Heiligen Josef geschmückt. im Eingangsbereich der Kirche befindet sich eine Gedenktafel der Gefallenen des 1. Weltkrieges und 2. Weltkrieges zum Teil mit Fotos, die Namen sind identisch mit denen am Gedenkstein auf dem Friedhof.

## Geläut
Im Turm der Kirche befindet sich eine Turmuhr und das aus drei Glocken bestehende Geläut. Die Bronzeglocken wurden im Jahr 1951 in Bad Häring von der Tiroler Alpenländischen Metallwerke von Kurt Bühl gegossen.

## Orgel
1908 erfolgte ein Neubau der Orgel durch den Orgelbauer Hans Mertel aus Salzburg-Gnigl, Schwesterinstrumente befinden sich heute noch in Großarl, Bad Gastein und Salzburg, sowie in Forstau und Krimml. Am 24. Juli 1912 wurde eine Instandsetzung durch Mertel durchgeführt. Um 1925 musste ein neuer Zinnprospekt vom Orgelbauer Adam Grünsfelder aus Salzburg-Mülln eingebaut werden. Im Zuge dieses Einbaus wurde die Superoctavcoppel stillgelegt. 1958 erfolgten wiederum eine Instandsetzung der Orgel und der Einbau eines elektrischen Schleudergebläses durch Fritz Mertel Senior aus Salzburg-Gnigl, die vorhandene Tretanlage zur Winderzeugung wurde beibehalten. Weitere Instandsetzungen wurden 1977 und 1994 von der Firma Mertel durchgeführt. Das Instrument mit pneumatischen Kegelladen verfügt über sechs Register auf einem Manual und Pedal. Der Spieltisch ist freistehend. Die Disposition lautet wie folgt:
| Manual C–f3 |    |
| Prinzipal   | 8′ |
| Gedeckt     | 8′ |
| Gamba       | 8′ |
| Oktave      | 4′ |
| Salicional  | 4′ |

| Pedal C–d1 |     |  |
| Subbass    | 16′ |  |

- Koppeln: I/I Superoktavkoppel, I/I Suboktavkoppel, I/P
- Spielhilfen: Kollektive: Piano, Pleno, Handregister/Auslöser (als Drücker unter dem Manual)

## Vikarhaus
Das unmittelbar vor der Kirche befindliche Vikarhaus errichtete die Gemeinde selber, wozu die Pinzgauer Kirchen 2200 Gulden beisteuerten. Der Grund und Boden für Kirche, Friedhof, Vikarhaus und Garten wurde vom Wirt zur Verfügung gestellt. In den 1950er Jahren war das Vikarhaus unbewohnt und verfiel. Der Abriss des einsturzgefährdeten Gebäudes erfolgte in den 1960er Jahren. Das unmittelbare benachbarte Gebäude ist somit das Hotel Oberwirt.